# Flexible metallische Elemente

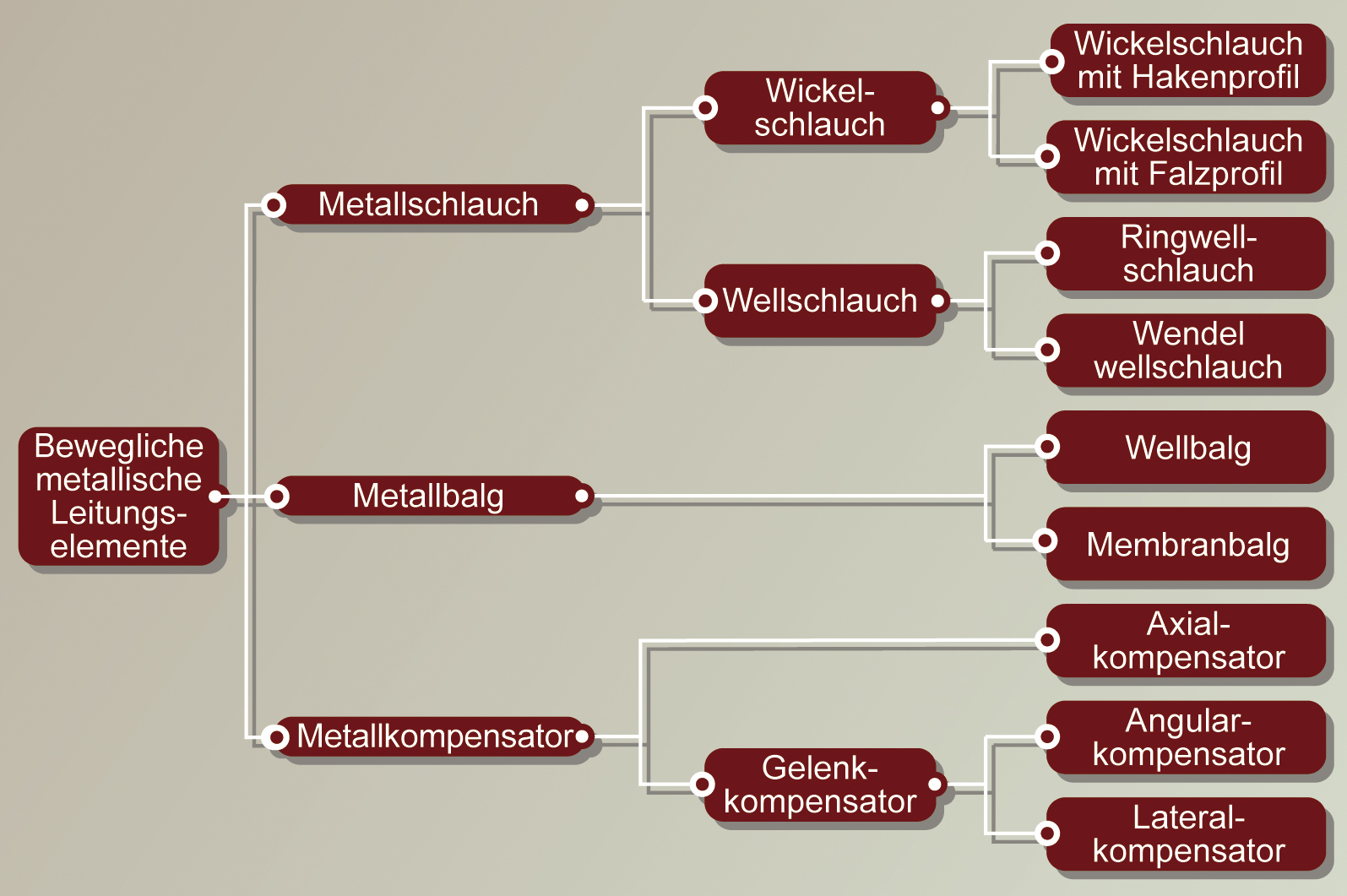

Starre metallische Rohrleitungssysteme setzen sich üblicherweise aus Rohren, Formstücken und Armaturen zusammen. Beweglichkeit verleihen ihnen flexible metallische Leitungselemente, die in der Lage sind, betriebsbedingte Relativbewegungen zwischen den starren Leitungskomponenten auszugleichen. 
Ihre Hauptformen sind:
- Metallschlauch
- Metallbalg
- Metallkompensator

Durch weitere Untergliederung lassen sich insgesamt neun Grundtypen von beweglichen metallischen Leitungselementen definieren.

## Komplettsysteme mit Sonderfunktionen
Metallschläuche, Metallbälge und Kompensatoren werden als flexible Leitungselemente in Leitungssystemen eingesetzt, können jedoch auch als komplette Leitung zur Verbindung von Geräten und Maschinen dienen. Dabei übernehmen sie nicht nur die allgemeinen Leitungsfunktionen starrer Systeme, wie z. B. das Leiten, Fördern oder Absaugen von gasförmigen, flüssigen oder festen Stoffen, sondern auch zusätzliche, auf ihrer Beweglichkeit beruhende Sonderfunktionen: 
- Ausgleich von Relativbewegungen im Leitungssystem
- Ausgleich von Montageungenauigkeiten
- Ausgleich von Zwangsbewegungen, wie z. B. Wärmedehnungen oder Fundamentsetzungen
- Dämpfung von mechanischen und akustischen Leitungsschwingungen
- Absorption von Druckstößen in der Leitung
- Volumenausgleich von hermetisch geschlossenen Systemen
- Wärmeaustausch zwischen innerem und äußerem Medium
- Messung von Druck und Temperatur
- Schutz und Abschirmung von elektrischen Leitungen und Lichtleitern

## Grundeigenschaften
Flexible metallische Leitungen stehen in permanentem Wettstreit mit den meist preisgünstigeren flexiblen Leitungen aus Kunststoffen bzw. Elastomerwerkstoffen. 
Für viele industrielle Anwendungen, insbesondere bei hohen Anforderungen an Temperatur-, Temperaturwechselbeständigkeit, Dichtheit und Druckfestigkeit, eignen sich jedoch nur Schläuche, Bälge und Kompensatoren aus Metall. 
Sie sind der Terminologie nach den Maschinenelementen zugeordnet und zeichnen sich durch eine große Vielfalt an Formen und Funktionen aus. In vielen Einsatzgebieten werden sie deshalb als unentbehrliche und meist unauffällige Funktionselemente eingesetzt.
Die folgende Übersicht zeigt ihre gemeinsamen, meist jedoch unterschiedlich ausgeprägten Grundeigenschaften:
- Flexibilität oder Beweglichkeit ist die Eigenschaft, äußere Belastung durch Längenänderung oder Biegung bei uneingeschränkter Leitungsfunktion aufzunehmen. Die drei grundsätzlichen Bewegungsarten, die beispielsweise Metallbälge und Kompensatoren ausführen können, sind in rechts unten schematisch dargestellt.
- Ermüdungsfestigkeit ist die Eigenschaft, wiederholten Biegungen, Längenänderungen und Druckwechseln zuverlässig zu widerstehen.
- Druckfestigkeit ist die Widerstandsfestigkeit gegenüber innerem und äußerem Überdruck.
- Dichtheit ist eine relative Eigenschaft, denn absolut dichte Teile gibt es nicht. Die Forderung nach Dichtheit eines Bauteils bezieht sich immer auf die Bedingungen am späteren Einsatzort. Entsprechend muss das Lecktestverfahren, die Höhe der Druckbeaufschlagung und die zulässige Leckrate festgelegt werden. Man unterscheidet unterschiedliche Dichtheitsgrade, z. B. wasserdicht, gasdicht, vakuumdicht, diffusionsdicht etc.
- Mechanische Festigkeit ist der Formänderungswiderstand gegen äußere Kräfte und Momente. Man unterscheidet zwischen Zug-, Querkraft-, Biege- und Torsionsfestigkeit.
- Temperaturbeständigkeit ist die Widerstandsfähigkeit gegen hohe und tiefe Einsatztemperaturen, die vom absoluten Nullpunkt bis zu über 1000 °C reichen können. Die im Vergleich zu den nichtmetallischen Leitungen entscheidend höhere Temperaturbeständigkeit umfasst auch hohe Temperaturwechselbeständigkeit und Feuer- bzw. Flammbeständigkeit.
- Korrosionsbeständigkeit ist die Widerstandsfähigkeit gegen chemischen Angriff der Medien auf der Innen- und Außenseite.
- Wartungsfreiheit bedeutet, dass im Gegensatz zu anderen beweglichen Maschinenelementen während des Betriebs weder Kontroll- noch Pflegearbeiten notwendig sind, insbesondere keine Schmierung zur Aufrechterhaltung der Beweglichkeit.

Metallschläuche, Metallbälge und Kompensatoren werden nach Nennweite (DN) und Nenndruck (PN) gestuft. Diese genormten Kenngrößen stellen sicher, dass unterschiedliche Leitungselemente aufgrund gleicher Nennweiten und gleichen Nenndrucks zueinander passen. Die Nennweite entspricht annähernd dem lichten Innendurchmesser in mm. 
Viele Hersteller bieten darüber hinaus Sonderausführungen mit speziellen Durchmessern und Druckfestigkeiten an. Der Nenndruck von flexiblen metallischen Elementen entspricht stets dem zulässigen Betriebsdruck in bar bei 20 °C, wobei der Nenndruck mit zunehmendem Durchmesser abnimmt.

## Normen und Regelwerke
Für Auslegung, Herstellung und Prüfung von flexiblen metallischen Leitungen sind internationale Normen und Regelwerke verfügbar.
Die wichtigsten sind:
- ISO 15 465 für metallische Wickelschläuche
- EN ISO 10 380 für metallische Wellschläuche
- EN 14 917 für Metallkompensatoren

sowie die EU-Richtlinie 97/23/EG (Druckgeräterichtlinie) mit der zugehörigen Produktnorm DIN EN 14 585-1.
Diese Richtlinie hat Gesetzesrang und ist daher für Lieferungen innerhalb bzw. in die Europäische Union unbedingt zu beachten.